# Добовље
Добовље (словен. Dobovlje) је насељено место у општини Домжале, Средњесловенска регија, Словенија.

## Историја
До територијалне реорганизације у Словенији било је у саставу старе општине Домжале. Добовље као самостално насеље постоји од 1992. године. Настало је издвајањем дела из насеља Брдо.

## Становништво
У попису становништва из 2011. године, Добовље је имало 34 становника.
| Број становника према пописима | Број становника према пописима |
| ------------------------------ | ------------------------------ |
| 2002                           | 2011                           |
| 20                             | 34                             |

Напомена: Године 1992. настала издвајањем дела из насеља Брдо. Године 2004. увећано за део насеља Брдо.